# Гази Алдамов
Гази Алдамов, Алдам-Гези (чечен. Алдаман ГӀеза) — чеченский феодал, а также персонаж чеченских и ингушских героико-эпических песен «илли». В юго-восточной Чечне в регионе Чебарлой сохранился замок Алдам-Гези, названный в его честь.

## Биография
Считается выходцем из Нашхи. По сведениям историка Зелимхана Тесаева в чеченских героических песнях воспевается личность Алдам-Гези, продемонстрировавшего пример мужества, благородства и чести ещё в юные годы. Согласно содержанию этих песен-илли, Алдам, отец Гази, был предательски убит, когда Гази было всего десять лет. Мальчика, который, очевидно, был старшим в семье, растила одинокая мать, воспитывавшая в нём все самые доблестные качества, присущие рыцарскому этикету Къонахалла.
Растущая популярность и признание Гази сделали его членом чеченского Народного Собрания в качестве одного из представителей Чеберлоя. По сведениям нашхоевского старейшины С. Д. Гаева, Алдам-Гези, пригласили в Моцарой и был назначен главой Чеберлоя, получил удостоверительную грамоту с печатью «Кьоман мухӀар» (в подтверждение наделенных полномочий) на горе Эрда-Корт, а также был проинструктирован относительно мероприятий, которые необходимо было выполнить Гази. С этого момента началась его активная политическая и административная деятельность. В первую очередь, как отмечал чеченский этнограф, кандидат исторических наук И. М. Саидов, им были организованы мероприятия по укреплению чеченских рубежей.
В Чеберлое под руководством Алдам-Гези начали организовывать «военные поселения нашхойцев и ичкеринцев возле Макажоя…», а также в других местах. Более того, через Макажойскую котловину (по руслу речки Ахкеты) пролегал один из участков стратегического торгового маршрута, который считается древним отрогом "Шелкового пути\ Восточное крыло маршрута сворачивало на Харачой, а западное — в Шатой. Возведение укрепительных сооружений в этом районе, а также усиление крепости-города Хо позволяло Гази сконцентрировать в своих руках экономический и политический инструмент влияния.

### Дурач и нападение разбойников
У Гази было несколько братьев, кузены. В числе друзей Гази особое место (если не первое) занимал Дур (Дурач) — выходец из ДжӀайа (Хунзах). Дружба Дура и Гази имеет свою предысторию. Дурач по причине кровной мести покинул Хунзахское плато и явился к Алдам-Гези, оказавшему ему покровительство. Обычай кровомщения подразумевал вероятность непредвиденных и опасных ситуаций для принимающей стороны, но закон гостеприимства, как мы уже выяснили ранее, свято соблюдался главой Чеберлоя. Некоторые личности из окружения Гази, однако, выражали негодование по этому поводу.
Как сообщает фамильное предание, Алдам-Гези пригласили на празднество соседние феодалы. Когда же Гази уже оказался за пределами Чеберлоя, вооруженный отряд разбойников, воспользовавшись отсутствием Алдам-Гези и его дружины, прибыл к чеберлоевским пастбищам, чтобы угнать скот Гази. Местные немедленно явились в дом Гази и, обнаружив там Дурача, сообщили ему о происходящем. Дурач, вооружившись и спешно оседлав коня, немедля отправился в погоню за разбойниками, добыча которых, разумеется, значительно замедлила их скорость движения.
Настигнув обидчиков у горы под названием Цан на повороте в селение Ригаха, Дурач вступил с ними в перестрелку. Противнику принадлежало численное превосходство, но Дурач, очевидно, был отличным стрелком. Убив двух разбойников, а также нанеся ранение некоторым другим, он обратил в бегство нападавших, которые бросили скот и помчались прочь из Чеберлоя. Таким образом, Дурач, который спас имущество Гази от разбойников и изгнав нарушителей порядка, вернулся обратно в Макажой.
Возвратившийся с поездки Алдам-Гези сразу же был осведомлен о случившемся нападении, а также во всех красках выслушал рассказ о доблестном поступке своего гостя со слов свидетелей происшедшего. С этого момента Дурач из статуса гостя превратился в друга Алдам-Гези и его сподвижника. Гази построил башню Дурачу, который отныне стал членом макажойской общины. Обе башни — Алдаман ГӀезан Ков и Дури-гӀала — возвышались на склоне ущелья речки Ахкеты, вытекающей с горы Каухи, на краю села.
В этот период на территории Чеберлоя ещё оставались чеченские феодальные владетели, одним из которых был кезенойский князь. Последний устроил большое празднество и объявил конкурс по скачкам, а наградой победителю была определена дочь князя — княжна Полла. Дурач, прослышав о наметившихся мероприятиях, решил принять участие в конкурсе.
В Кезеной прибыли Гази, Дур и другие гости и смельчаки. Дурач, обладавший разносторонними талантами, частично проявленными им при упомянутом ранее инциденте, обогнав своих соперников, первым явился на финиш, одержав победу в конкурсе. В качестве приза удальцу полагалось отдать в жены дочь кезенойского князя. Однако недоброжелатели, нашептавшие князю о прибытии Дурача из ДжӀайа (Хунзах), заставили феодала отойти от взятых на себя конкурсных обязательств перед победителем. Но Дурач и здесь проявил свое благородство, сказав кезенойскому владетелю, что не останется без спутницы в этой жизни, не женившись на княжне. «В условиях конкурса не было оговорено место исхода конкурсанта, — добавил Дурач, — а значит, ты нарушил свое слово. Если же ты сомневаешься в моей победе, то определи мне другое испытание». На это, сообщают передатчики предания, князь ответил: 

«Если ты победил, забери её, поднявшись верхом на коне. Она у себя — в башне».

### Контакты с терскими воеводами и Турловыми
В 1649 году терские воеводы получили сведения о Чеберлое («Чебурды») и её владельцах Алдамовичах. В источнике сообщается, что в Чеберлое находится сорок укреплённых поселений, и называются имена Алдамовичей: Казый (чечен. ГӀеза), Ума (чечен. Iума), Белибек (чечен. Балабек) и Казаны (чечен. ГIазан). Среди «начальных людей», приехавших в это время в Терский город из «Чебурды» и Мичкизской земли, называется Чопан Алдамов (чечен. Алдаман Чопал), возможно, брат Гази.
Алдамовичи играли заметную роль в Чечне в XVII веке, строили замки и цитадели, вступали в равноправные отношения с соседними феодалами.
В 1651 году между Алдамовичами и Турловыми был заключен договор о военном союзе. Турловы дали в залог Алдамовичам «две башни» (укрепления). Договор был записан на внутренней стороне обложки Корана и хранился в мехельтинской мечети. Одним из «свидетелей» заключения данного договора был Хучбар-Бауди (Хачувар), который позже был приглашён в Чеберлой для обучения исламским наукам и выполнения обязанностей имама мечети; он похоронен в Хое.